# Mama Quilla
 (décembre 2024).
Si vous disposez d'ouvrages ou d'articles de référence ou si vous connaissez des sites web de qualité traitant du thème abordé ici, merci de compléter l'article en donnant les références utiles à sa vérifiabilité et en les liant à la section « Notes et références ».
En pratique : Quelles sources sont attendues ? Comment ajouter mes sources ?
Mama Quilla est la déesse Lune, des carnavals ainsi que la nuit étoilée dans la mythologie inca. 

## Croyances
Mama Quilla est considérée comme la femme d'Inti et en est la sœur. Elle est la fille de Viracocha et mama Cocha. Elle est la principale divinité féminine du panthéon inca car elle est la déesse de la Lune et protectrice des femmes. Elle réglemente et régit tous les cycles du temps y compris les cycles menstruels, ainsi que la protection des astres.  